# Ariel (Shakespeare)
Ariel is een bovennatuurlijk wezen, een luchtgeest, die voorkomt in William Shakespeares romantische komedie The Tempest. Zij dient Prospero, die haar redde van Sycorax, de heks die voorheen het eiland bewoonde. Ariel krijgt, evenals Puck in A Midsummer Night's Dream, het merendeel van de lyrische teksten in het spel, die gezongen worden door Ariel om de andere personages te betoveren en in vervoering te brengen.
De naam, een variatie op het Engelse air (lucht), vanwaar de geest afkomstig is, wordt ook gebruikt in latere literatuur, zoals in Alexander Popes gedicht The Rape of the Lock.
Ariels geslacht blijft onduidelijk. Zij of hij staat in de lijst van spelers als vrouw onderaan op de lijst bij Miranda, en boven de andere bovennatuurlijke personages. Terwijl Caliban bij de mannelijke rollen geplaatst wordt, zou dat kunnen aanduiden dat Ariel en de andere geesten bedoeld zijn als vrouwelijk, of het kan er gewoon op duiden dat ze mannelijk noch vrouwelijk zijn. In sommige versies van het toneelstuk beschrijft Ariel zichzelf, evenals andere personages dat doen, als een 'hij'. In Shakespeares tijd maakte dit overigens geen verschil, omdat alle personages vertolkt werden door mannelijke acteurs. In de hedendaagse voorstellingen kan Ariel vertolkt worden door beide seksen.